# Мулдакаєво (Учалинський район)
Мулдака́єво (рос. Мулдакаево, башк. Мулдаҡай) — присілок у складі Учалинського району Башкортостану, Росія. Входить до складу Ільчигуловської сільської ради.
Населення — 253 особи (2010; 243 в 2002).
Національний склад:
- башкири — 100%